# Lycoming
Lycoming ist ein US-amerikanischer Hersteller von Flugmotoren und ehemaliger Hersteller von Verbrennungsmotoren für Automobile, Nutzfahrzeuge, Traktoren und Boote. Das Unternehmen war Bestandteil der Cord Corporation und gehört heute Textron.

## Geschichte
Die Wurzeln der Firma reichen bis weit ins 19. Jahrhundert zurück. Der Hersteller gibt als Gründungsjahr 1845 an. Andere Quellen halten eine spätere Gründung der Firma durch William Demorest in New York City für wahrscheinlicher.

## Demorest-Nähmaschinen

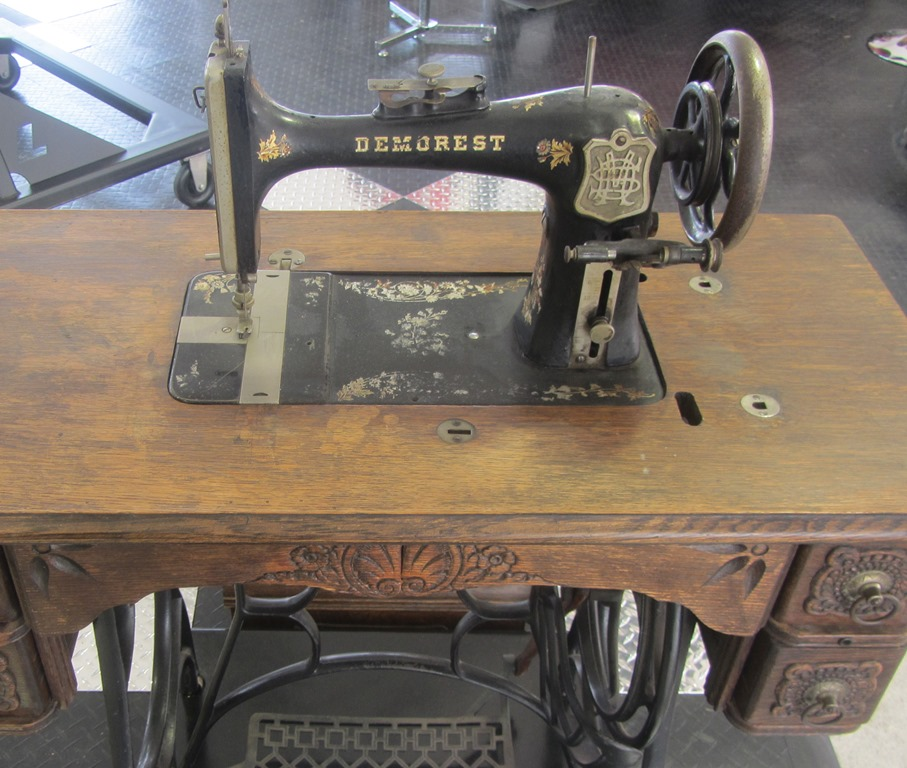
Demorest-Nähmaschine

Die Herstellung einer Nähmaschine namens „Madame Demorest’s 5 dollar first premium running stitch sewing machine, Emporium of Fashions, 473 Broadway, New York“ kann in die 1860er Jahre datiert werden. Daneben wurden Modezeitschriften herausgegeben und unter dem Markennamen „Madame Demorest“ ein Handel mit Schnittmustern betrieben. Dieser Geschäftszweig wurde 1887 verkauft. Daraus entstand die Aktiengesellschaft Demorest Fashion and Sewing-Machine Company, an der die Demorests allerdings nicht mehr beteiligt waren. Die Firma behielt ihren Sitz in New York, bezog aber in Williamsport Fabrikationsräume. Hier wurden über viele Jahre Nähmaschinen, Fahrräder, Schreibmaschinen, Druckpressen und weitere Metallprodukte hergestellt.

## Demorest-Fahrräder
Ein Demorest-Angestellter namens S. H. Ellis konstruierte ein Fahrrad, welches ab 1891 als New York Bicycle verkauft wurde. Das Gewicht des Rades wurde im Lauf der Zeit von ursprünglich ca. 28,5 kg auf etwas über 13 kg gesenkt; eine Rennversion wog sogar nur noch 8,6 kg. Reguläre Fahrräder kosteten je nach Ausführung 85, 100 oder 125 US$.
Demorest Nähmaschinen und Fahrräder waren in der irischstämmigen Bevölkerung von New York und Philadelphia sehr gefragt.

## Motoren für Straßenfahrzeuge

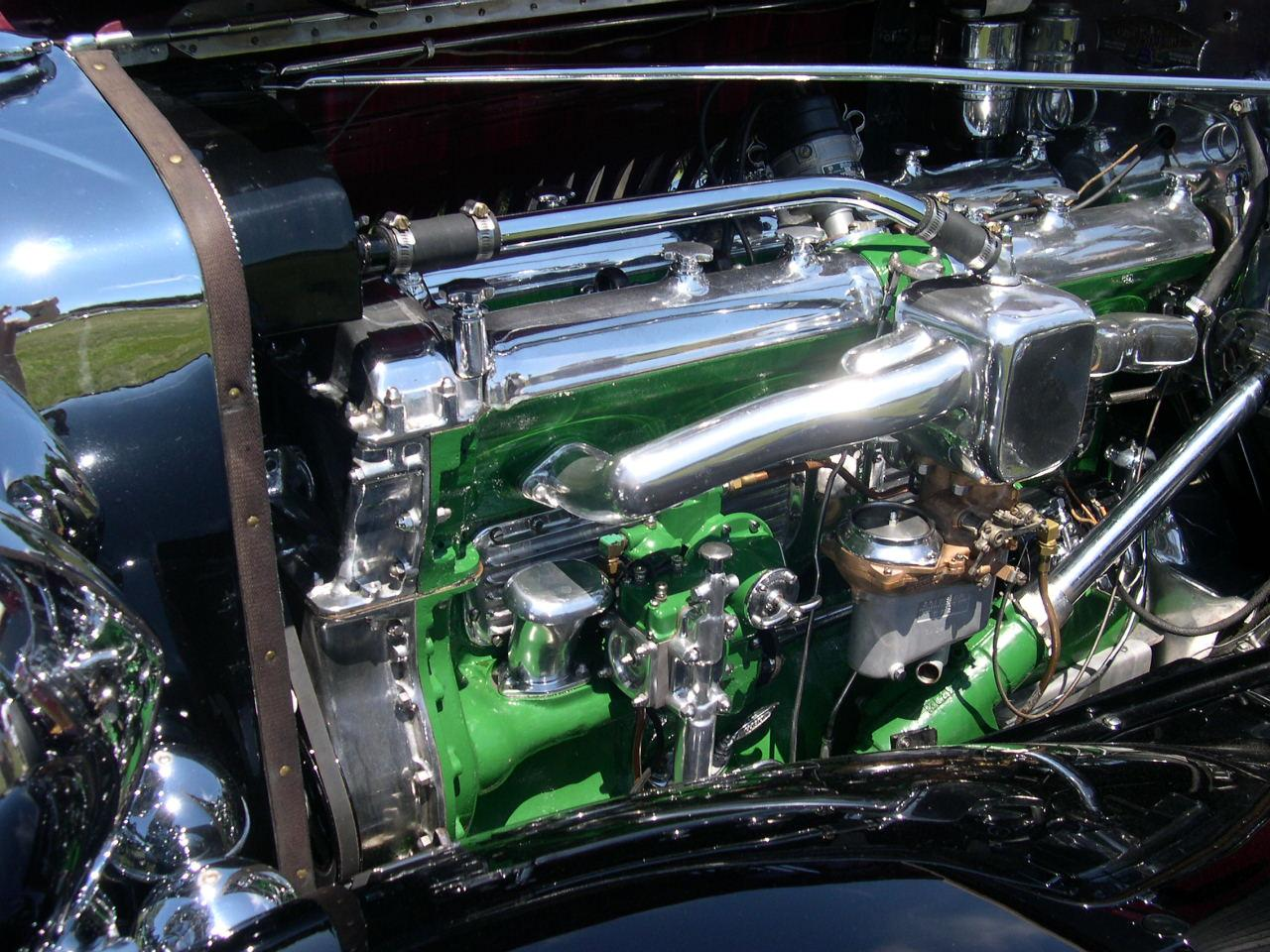
Achtzylinder-Reihenmotor von Lycoming im Duesenberg Modell J; Ausführung ohne Zentrifugalkompressor (265 bhp; Konstrukteur: Fred Duesenberg)

1907 oder 1908 (je nach Quelle) wurde die Firma verkauft, weil offenbar keine rentable Produktion mehr möglich war. Der Name wurde geändert in Lycoming Foundry and Machine Company. Die neuen Eigentümer stellten erfolgreich auf den Bau von Ottomotoren für Automobile und Nutzfahrzeuge um. 1914 erschienen die ersten Vierzylindermotoren und 1925 Reihen-Achtzylinder. Einer der ersten Kunden war Auburn. Nach Angaben des Herstellers entstanden in 25 Jahren 57 verschiedene Motortypen für über 250 Baureihen. 1920 wurde der Name in Lycoming Manufacturing Company geändert.
1929 gelangte die Firma in den Besitz von Errett Lobban Cords Cord Corporation, zu der auch die Automobilmarken Auburn, Cord und Duesenberg gehörten, die Abnehmer waren. Der 6,9 Liter-Reihenachtzylindermotor mit zwei obenliegenden Nockenwellen des Duesenberg mit einer Leistung von 265 bhp (197 kW), 320 bhp (238 kW) mit Kompressor und 400 bhp (298 kW) in Rennausführung gilt als stärkster Serienwagenmotor seiner Zeit.

### Lycoming-Motoren in PKW- und LKW (Auswahl)
- Arbenz Vierzylinder Arbenz Model 25, 1916 (USA, Chillicothe OH).[4]
- Atterbury (USA, Buffalo NY) (1904–1935)[5]
- Auburn (USA, Auburn IN); Reihenmotoren mit 6 und 8 Zylindern, V12[6]
- Burney (UK, Maidenhead (Berkshire)); 1932–1934 OHV Sechszylinder-Reihenmotor mit 3,2 l Hubraum[7][8]
- Checker (USA, Kalamazoo MI) GU resp. GUC für Model T und Model Y-8, 1933–40.[9]
- Commonwealth (USA, Joliet IL); Reihenmotoren mit 4 und 6 Zylindern.[10]
- Condor (USA, Chicago IL) LKW 1932–1940[5]
- Cord (USA, Auburn IN) Cord L-29 mit Lycoming FD Reihen-Achtzylinder; 810/12 mit V8-Motor
- Differential[5] (USA, Auburn IN)
- Dort (USA, Flint MI)
- Durant Motors (USA, New Jersey, New York)
- Duesenberg (Model A, X, J, SJ; Reihenmotoren mit 8 Zylindern, Konstruktion Fred Duesenberg)
- Egan (Australien, Geelong Victoria) Karosseriewerk; 1935 zwei Prototypen; Sechszylinder (80 PS/64 kW)
- Elcar (USA, Elkhart IN)
- Gardner (USA, St. Louis, MO)
- Graham-Paige (USA, Detroit MI) PKW und LKW[5]
- Gramm (USA, Lima OH) LKW[5]
- Gray (USA, Detroit MI); Vierzylinder; nur 1915[11]
- Gray-Dort Motors (Kanada, Chatham Ont.); Vierzylinder; 1915–1925[11]
- International Harvester (USA, Chicago IL) LKW[5]
- Kearns Half-Ton Truck, ab 1918[12]
- Kissel Model 75 und White Eagle (Reihenmotoren mit 8 Zylindern; nur Motorblock)[13]
- Locomobile Model 88 (1929)[14]
- Norsk Geijer (Norwegen, Oslo) 1926–30 sehr wenige Vierzylinder und Reihen-Achtzylinder 65 HP[15][16]
- Old Hickory Truck ab ca. 1918[17]
- Piedmont Modell 4-30 (1917–1922)
- Roamer 8-88 (Reihenmotor mit 8 Zylindern)
- Saf-T-Cab (Taxi; Reihenmotoren mit 6 Zylindern; abgewandelt von einem Bus-Motor)
- Skelton (USA, St. Louis MO) 1920–1922
- Stewart LKW (USA, Buffalo NY) 1912–1942[18]
- Velie (USA, Moline IL)

## Boots- und Traktormotoren
Unter den neuen Eigentümern wurde 1929 auch eine Abteilung für Bootsmotoren eingerichtet. Verwendet wurden an diesen Zweck angepasste Achtzylinder-PKW-Motoren. Ein Vierzylinder folgte 1932, aber erst 1935 folgte eine Sechszylinderversion. In diesem Jahr brachte Lycoming auch einen für Rennboote neu entwickelten Vierzylinder auf den Markt.
1932 erschienen Lycoming-Motoren für Traktoren.

## Flugmotoren
Außerdem wurde die Produktpalette 1929 um Flugmotoren erweitert. Das Unternehmen errichtete eigens für die Herstellung der neuen 7- und 9-Zylinder-Sternmotoren ein neues Werk und investierte dafür US$ 500.000,-.  Als erster dieser Motoren erschien noch im gleichen Jahr der R-680 Neunzylinder mit 215 bhp (160 kW) Leistung. Das erste Flugzeug mit diesem Triebwerk war ein Doppeldecker der Travel Air Manufacturing Company von Walter Beech und Clyde Cessna, der Jungfernflug fand am 3. April 1929 statt.
Die Holding AVCO Corporation, an der Cord ab 1932 mit 30 % beteiligt war kaufte die Cord Corporation im Jahr 1934 auf, wodurch Lycoming zu einer Tochtergesellschaft der AVCO wurde und 1936 den neuen Namen AVCO Lycoming erhielt. Während des Zweiten Weltkrieges produzierte das Unternehmen zudem auch Panzermotoren, etwa für den Spähpanzer M22 Locust. 1986 wurde das Unternehmen von Textron aufgekauft und heißt seither Textron Lycoming. Neben Kolbenmotoren stellt Lycoming heutzutage auch Gasturbinen für Flugzeuge und Hubschrauber her. Nach 1945 wurden Motoren der Baureihe GO-480 auch in Westdeutschland bei BMW/MAN und in Italien bei Piaggio in Lizenz hergestellt.

### Konstruktion
Bei AVCO Lycoming erhielt ab 1951 Anselm Franz die Verantwortung für den Bau der Gasturbinen, der bereits in den 1930er Jahren die Jumo-004-Strahlturbine mit entwickelt hatte. Unter seiner Leitung entstand die erste serienreife Wellenturbine für Hubschrauber, die LTC1B-1. Sie bekam die militärische Bezeichnung T-53-L-1.

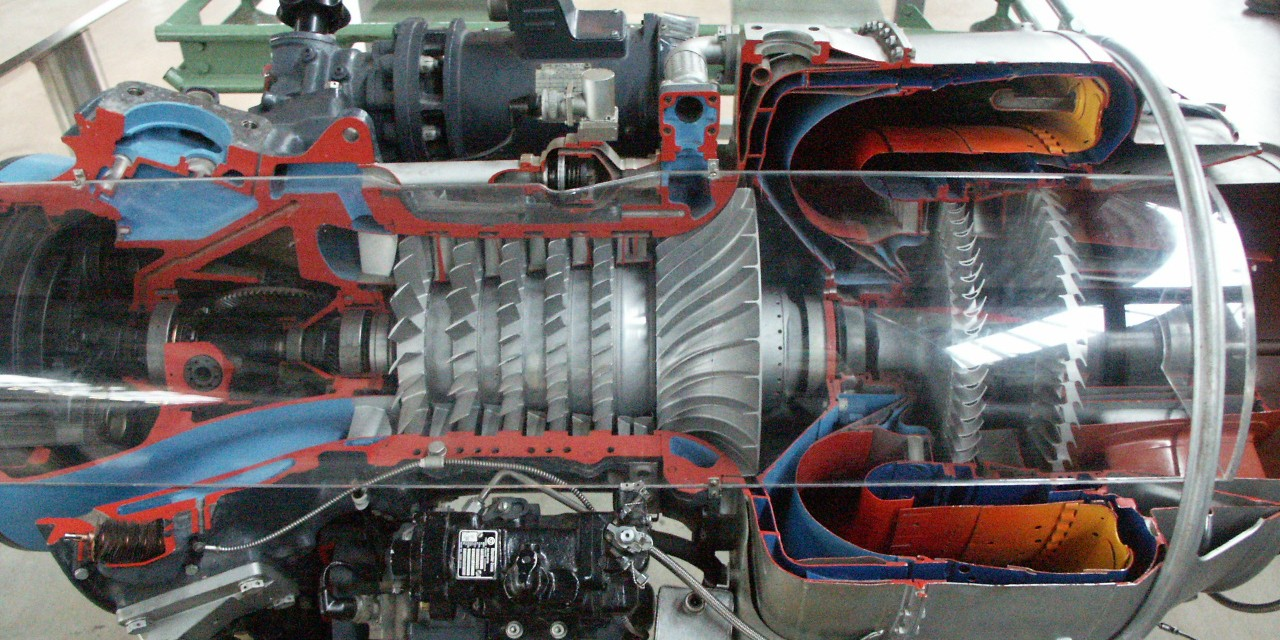
Lycoming T53 (Abtrieb links über Untersetzungsgetriebe, ältere Variante mit zwei Turbinenstufen)

Ab 1959 wurde damit der Bell UH-1 Huey – einer der bekanntesten Hubschrauber weltweit – ausgestattet. Basierend darauf kam 1954 wieder unter Leitung von Anselm Franz die T 55 Wellenturbine auf den Markt, eine im Transporthubschrauber Chinook ebenfalls sehr bewährte Konstruktion. Vom Konzept her ähnlich dem Heinkel HeS 3B von Wilhelm Gundermann: auf einen Axialverdichter folgt ein Diagonalverdichter und eine Umkehrbrennkammer. Die Hochdruckturbinenstufen treiben die Verdichter an, die Niederdruckstufe liefert die Wellenleistung.

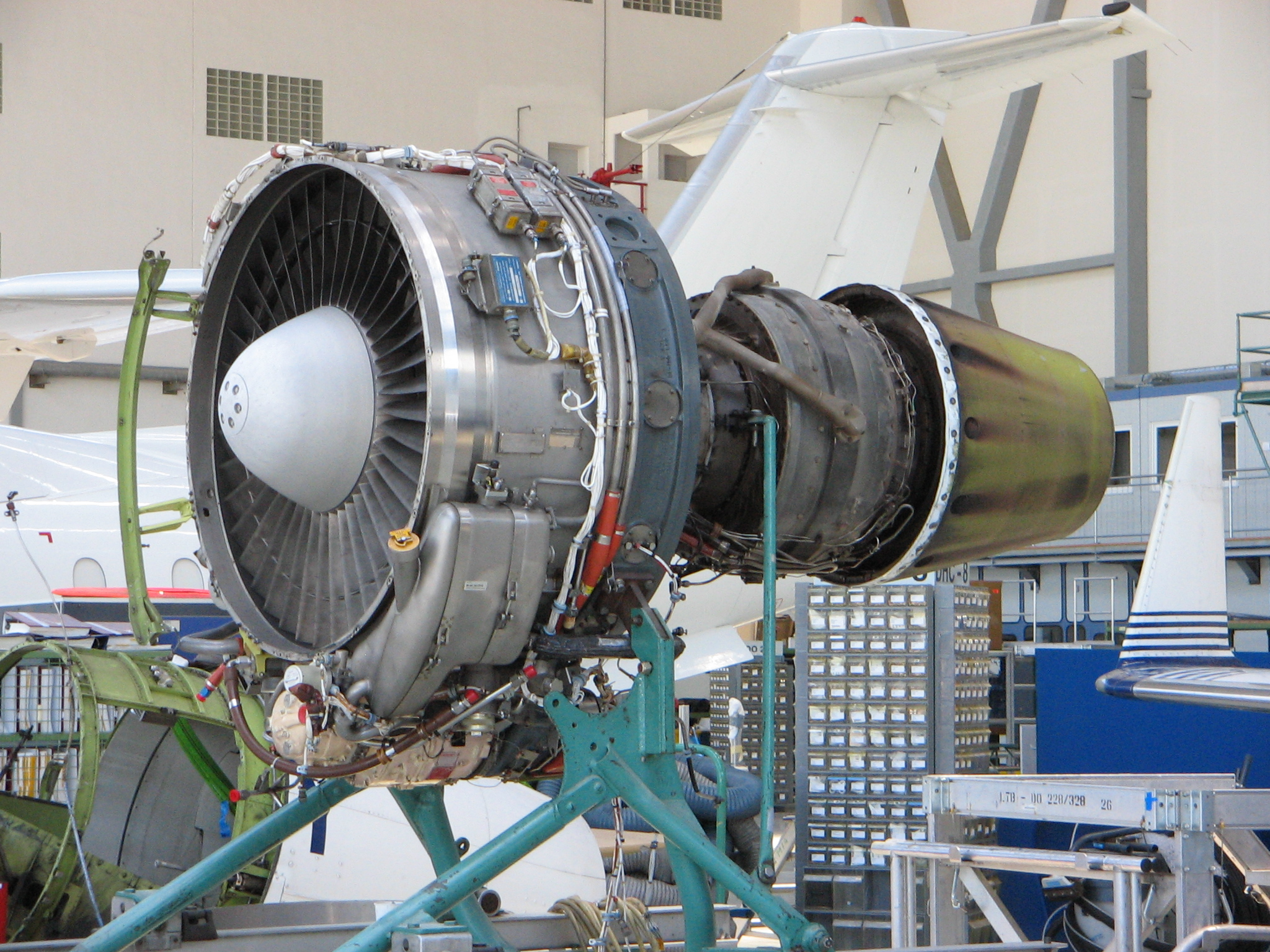
Lycoming ALF 502 Mantelstromtriebwerk basierend auf dem Hubschrauber-Wellentriebwerk T55

1969 kam das Lycoming ALF 502R, ein Mantelstromtriebwerk mit hohem Nebenstromverhältnis, basierend auf dem T 55 Hubschraubertriebwerk und wurde in der vierstrahligen Avro BAe 146 eingesetzt. Die vierte Turbine treibt hier anstelle einer Welle den großen Fan im Einlassbereich an.
Lycoming-Kolbenmotoren sind heute die am weitesten verbreiteten Triebwerke für Kleinflugzeuge. Es sind luftgekühlte vier- bis achtzylindrige modular aufgebaute Boxermotoren mit doppelter Magnetzündung. Der Propeller wird bei den meisten Modellen direkt von der Kurbelwelle angetrieben, es gibt aber auch Motoren mit integriertem oder angeflanschtem Propellergetriebe. Ebenso sind Motoren mit Aufladung (Turbo- und/oder mechanischem Lader) sowie Saugrohreinspritzung erhältlich. Die Motoren haben den Ruf einer sehr hohen Zuverlässigkeit, welche durch die sehr konservative Auslegung (einfache und stabile Konstruktion, meist ohne Propellergetriebe, niedrige Drehzahl und niedrige Literleistung) erreicht wird. Zudem sind die Motoren seit den 1940er/1950er Jahren nahezu unverändert. Nachteilig an dieser im Vergleich zu modernen Automotoren veralteten Bauweise ist der hohe Verbrauch des gegenüber Automobiltreibstoffen nochmals erheblich teureren Flugbenzins. In anderen relevanten Kategorien (Gewicht, Zuverlässigkeit, Preis, Wartungskosten) ist der Vorteil modernerer Konstruktionen geringer oder nicht vorhanden.

### Konkurrenzsituation
Der direkte Konkurrent Continental Motors baut technisch sehr ähnliche Motoren, beide teilen sich den Großteil des Marktes für zugelassene Flugzeuge mit Kolbenmotor. Bei Leichtflugzeugen und Ultraleichtflugzeugen dominiert Rotax, die vergleichsweise modernen Motoren eignen sich wegen der geringen Leistung jedoch nicht für größere Flugzeuge. Aufgrund der weltweit immer schlechteren Verfügbarkeit von AvGas und der stark gestiegenen Kosten scheinen grundlegende Neukonstruktionen jedoch unvermeidlich. Bisherige Neukonstruktionen sind jedoch gescheitert, da die Stückzahlen sehr niedrig, die regulatorischen Hürden und höchste Zuverlässigkeit unabdingbar sind, ist eine wirtschaftliche Entwicklung und Produktion schwierig.
Der deutsche Sportwagenhersteller Porsche begann in den 1980er-Jahren die Entwicklung eines Flugmotors, des Porsche PFM 3200, stellte die Produktion und Weiterentwicklung jedoch 1990 ein. Der von Technify entwickelte moderne Turbodiesel konnte sich ebenfalls nicht durchsetzen. Austro Engine bedient ebenso nur eine Nische.
Aufgaben, die bisher Flugzeugen mit Lycoming-Motor vorbehalten waren, können mittlerweile auch von moderner motorisierten Leichtflugzeugen (VLA und TMG) übernommen werden, so etwa der Schlepp von Segelflugzeugen oder auch die Pilotenausbildung.

### Flugmotoren-Typen
- Boxermotoren (Opposed): O-235, O-350, O-360
- Boxermotoren mit Saugrohreinspritzung (Injection Opposed), zum Beispiel IO-540 mit 4, 6 oder 8 Zylindern, die in diversen Motorflugzeugen, u. a. von Cessna, Piper oder Beech eingesetzt werden.
- Boxermotoren mit Untersetzungsgetriebe (Geared Opposed), zum Beispiel Lycoming GO-480-B1A6 aus Dornier Do 27 und Piaggio P-149
- Sternmotoren: Lycoming R-680 mit neun Zylindern (1929), unter anderem in den Boeing-Stearman, Cessna T-50 und Stinson A verwendet sowie der Lycoming XR-7755 von 1944. Der flüssigkeitsgekühlte Reihensternmotor mit 36 Zylindern markierte den Höhepunkt in der Entwicklung von Kolbenmotoren für die Luftfahrt: neun sternförmig gruppierte Zylinderbänke mit je 4 Zylindern sollten eine Startleistung von 5000 PS (3676 kW) erzeugen.[24]

### Kennzeichnungssystem
Lycoming verwendet für seine Kolbenmotoren ein eigenes Kennzeichnungssystem. Die Motorbezeichnung besteht aus drei Kennzeichnungsgruppen:
- Buchstaben-Nummer-Alphanumerik

Der Buchstabe am nächsten zum Bindestrich der Nummer gibt die Motorbauform an:
- O – Boxermotor
- X – X-Motor
- R – Sternmotor (R = Radial)

Die Bauformen können mit den verschiedenen Ausstattungsvarianten kombiniert werden:
- I – Kraftstoffeinspritzung
- G – Untersetzungsgetriebe für den Propellerantrieb
- T – Turboaufladung
- S – Kompressoraufladung
- A – Ausführung für den Kunstflug mit einer Trockensumpfschmierung
- AE – Ausführung für den Kunstflug mit einer Nasssumpfschmierung
- H – Ausführung für den Einsatz in Hubschraubern (horizontaler Einbau)
- V – Ausführung für den Einsatz in Hubschraubern (vertikaler Einbau)
- M – Ausführung für den Einsatz in unbemannten Flugzeugen wie Drohnen. Ohne Zulassung für die allgemeine Luftfahrt

- L – Antrieb dreht links herum.

Die Nummer gibt den Hubraum in Cubic Inches an. Eine 1 am Schluss bedeutet „integrierter Hilfsantriebsblock“.

### Modelle und Varianten
- O-145
- GO-145
- O-235
- O-320
- IO-320
- AIO-320
- AEIO-320
- LIO-320
- O-340
- O-360
- IO-360
- AIO-360
- AEIO-360
- LO-360
- LIO-360
- TO-360
- TIO-360
- VO-360
- HO-360
- HIO-360
- LHIO-360
- IVO-360
- IO-390
- O-435
- VO-435
- GO-435
- O-480
- GO-480
- GSO-480
- IGSO-480
- O-540
- VO-540
- IO-540
- IVO-540
- LIO-540
- TIO-540
- TVO-540
- TIVO-540
- HIO-540
- LTIO-540
- AEIO-540
- TIO-541
- TIGO-541
- IO-580
- GSO-580
- AEIO-580
- R-680
- IO-720

## Triebwerkstypen
- LF 507 Turbofan für Avro RJ70, Avro RJ85, Avro RJ100
- LTS 101-750 für den Hubschrauber MBB/Kawasaki BK 117
- LTC1 (T53-L-1) für den Bell UH-1 Huey